# Huynhia pulchra
Huynhia es un género monotípico de plantas con flores perteneciente a la familia Boraginaceae.  Su única especie: Huynhia pulchra, es originaria de Armenia , Georgia y Turquía.

## Taxonomía
Huynhia pulchra fue descrita por (Willd. ex Roem. & Schult.) Greuter & Burdet y publicado en Willdenowia 11: 37 1981.
- Aipyanthus pulcher (Roem. & Schult.) Avet.
- Arnebia pulchra (Roem. & Schult.) J. R. Edm.
- Lycopsis pulchra Roem. & Schult.
- Echioides longiflora (K. Koch) I. M. Johnst.